# Onesia pterygoides
Onesia pterygoides är en tvåvingeart som beskrevs av Lu et Fan 1981. Onesia pterygoides ingår i släktet Onesia och familjen spyflugor. Inga underarter finns listade i Catalogue of Life.